# Nils Reichmuth
Nils Ramiro Reichmuth (* 22. Februar 2002 in Zug) ist ein schweizerisch-chilenischer Fussballspieler.

## Karriere

### Verein
Reichmuth begann seine Laufbahn in der Jugend des FC Ibach. 2014 wechselte er zum FC Zürich, bei dem er im Juni 2020 einen Profivertrag erhielt. Am 14. Juli 2020, dem 31. Spieltag der Saison 2019/20, gab er bei der 0:4-Niederlage gegen den FC Basel sein Debüt für die erste Mannschaft in der Super League, als er in der Startelf stand. Seinen zweiten und letzten Einsatz in dieser Spielzeit absolvierte er vier Tage später gegen den BSC Young Boys. Zur Saison 2020/21 rückte der Mittelfeldspieler in das Kader der zweiten Mannschaft. Bis Saisonende bestritt er 19 Partien für die Reserve in der Promotion League, in denen er drei Tore erzielte. Zudem spielte er viermal für die erste Mannschaft in der Super League. Nach drei weiteren Ligaspielen für die Reserve, in denen er zwei Treffer erzielte, wechselte Reichmuth im September 2021 leihweise bis Ende des Kalenderjahrs 2021 zum FC Wil in die Challenge League. Im Dezember 2021 wurde der Leihvertrag bis Ende Saison verlängert. Im Sommer 2023 kehrte Reichmuth nach einer Saison, in der der FC Wil mehrfach auf Platz 1 stand, zum FC Zürich zurück. In der anschliessenden Spielzeit 2023/24 bestritt er neun Ligaspiele mit der Mannschaft.
Im August 2024 wechselte Reichmuth zum FC Thun in die Challenge League, bei dem er einen Dreijahresvertrag bis 2027 unterzeichnete.

### Nationalmannschaft
Reichmuth absolvierte im März 2019 zwei Spiele für die Schweizer U-17-Auswahl, wobei er ein Tor erzielte. 2022 schloss sich ein weiteres Länderspiel mit der U20-Auswahl an. 2024 debütierte er in der U-21-Mannschaft.